# Великая Шкаровка
Великая Шкаровка (укр. Велика Шкарівка) — село в Шепетовском районе Хмельницкой области Украины.
Население по переписи 2001 года составляло 380 человек. Почтовый индекс — 30456. Телефонный код — 30450. Занимает площадь 80 км².

## Местный совет
30456, Хмельницкая обл., Шепетовский р-н, с. Великая Шкаровка, ул. Школьная, 2